# Contay
Contay és un municipi francès situat al departament del Somme i a la regió dels Alts de França. L'any 2007 tenia 373 habitants.

## Demografia

### Població

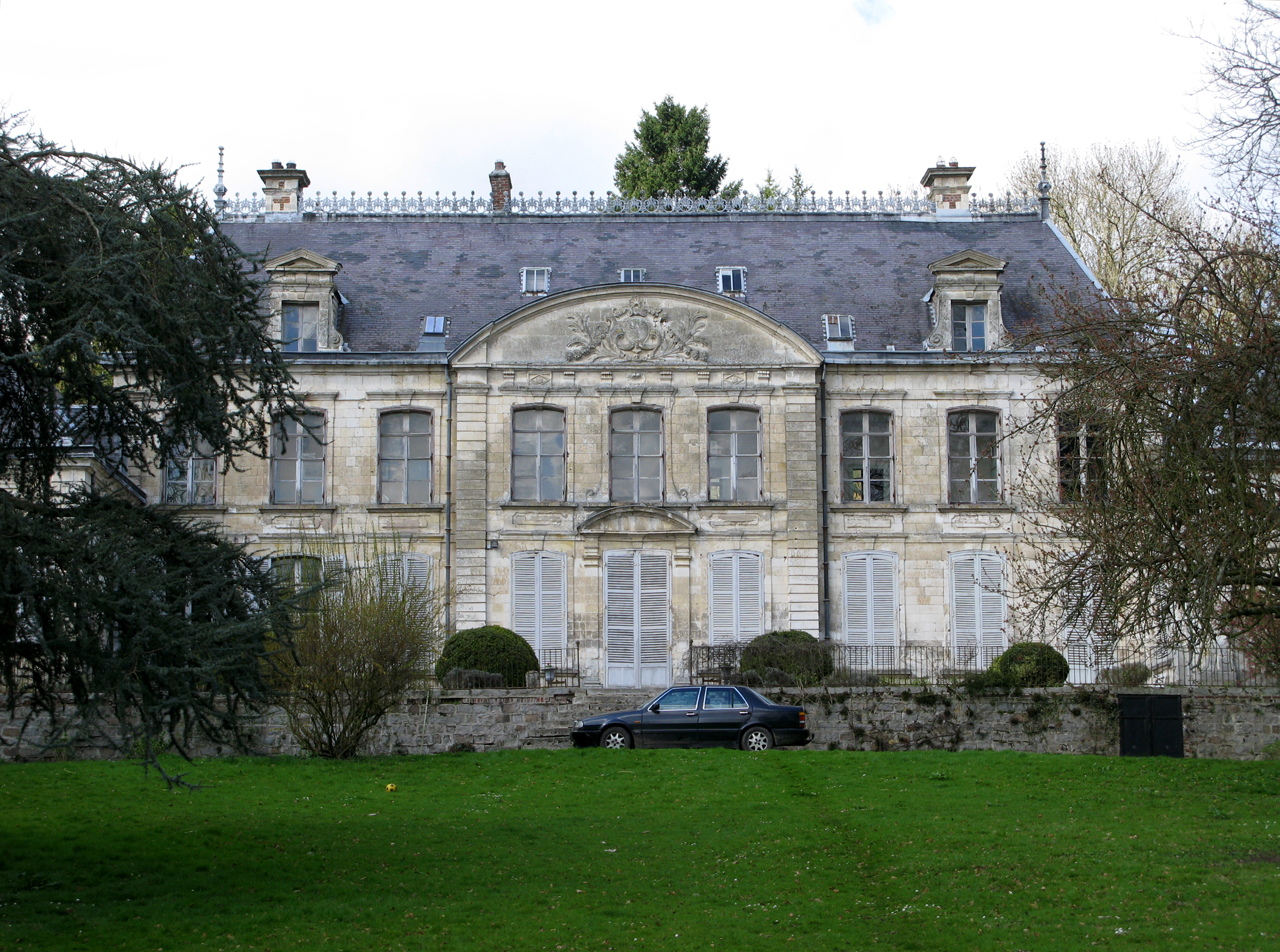
Castell de Contay

El 2007 la població de fet de Contay era de 373 persones. Hi havia 132 famílies de les quals 24 eren unipersonals (8 homes vivint sols i 16 dones vivint soles), 28 parelles sense fills, 64 parelles amb fills i 16 famílies monoparentals amb fills.
La població ha evolucionat segons el següent gràfic:
Habitants censats

### Habitatges
El 2007 hi havia 146 habitatges, 133 eren l'habitatge principal de la família, 8 eren segones residències i 5 estaven desocupats. Tots els 146 habitatges eren cases. Dels 133 habitatges principals, 114 estaven ocupats pels seus propietaris, 16 estaven llogats i ocupats pels llogaters i 3 estaven cedits a títol gratuït; 3 tenien dues cambres, 13 en tenien tres, 40 en tenien quatre i 77 en tenien cinc o més. 114 habitatges disposaven pel capbaix d'una plaça de pàrquing. A 53 habitatges hi havia un automòbil i a 72 n'hi havia dos o més.

### Piràmide de població
La piràmide de població per edats i sexe el 2009 era:
| Homes | Edats   | Dones |
| ----- | ------- | ----- |
| 0     | 95 o +  | 0     |
| 0     | 90 a 94 | 4     |
| 0     | 85 a 89 | 4     |
| 4     | 80 a 84 | 4     |
| 0     | 75 a 79 | 0     |
| 4     | 70 a 74 | 0     |
| 12    | 65 a 69 | 8     |
| 0     | 60 a 64 | 4     |
| 0     | 55 a 59 | 0     |
| 12    | 50 a 54 | 12    |
| 32    | 45 a 49 | 20    |
| 16    | 40 a 44 | 28    |
| 12    | 35 a 39 | 16    |
| 12    | 30 a 34 | 4     |
| 8     | 25 a 29 | 8     |
| 12    | 20 a 24 | 12    |
| 24    | 15 a 19 | 28    |
| 16    | 10 a 14 | 16    |
| 20    | 5 a 9   | 4     |
| 4     | 0 a 4   | 8     |

## Economia

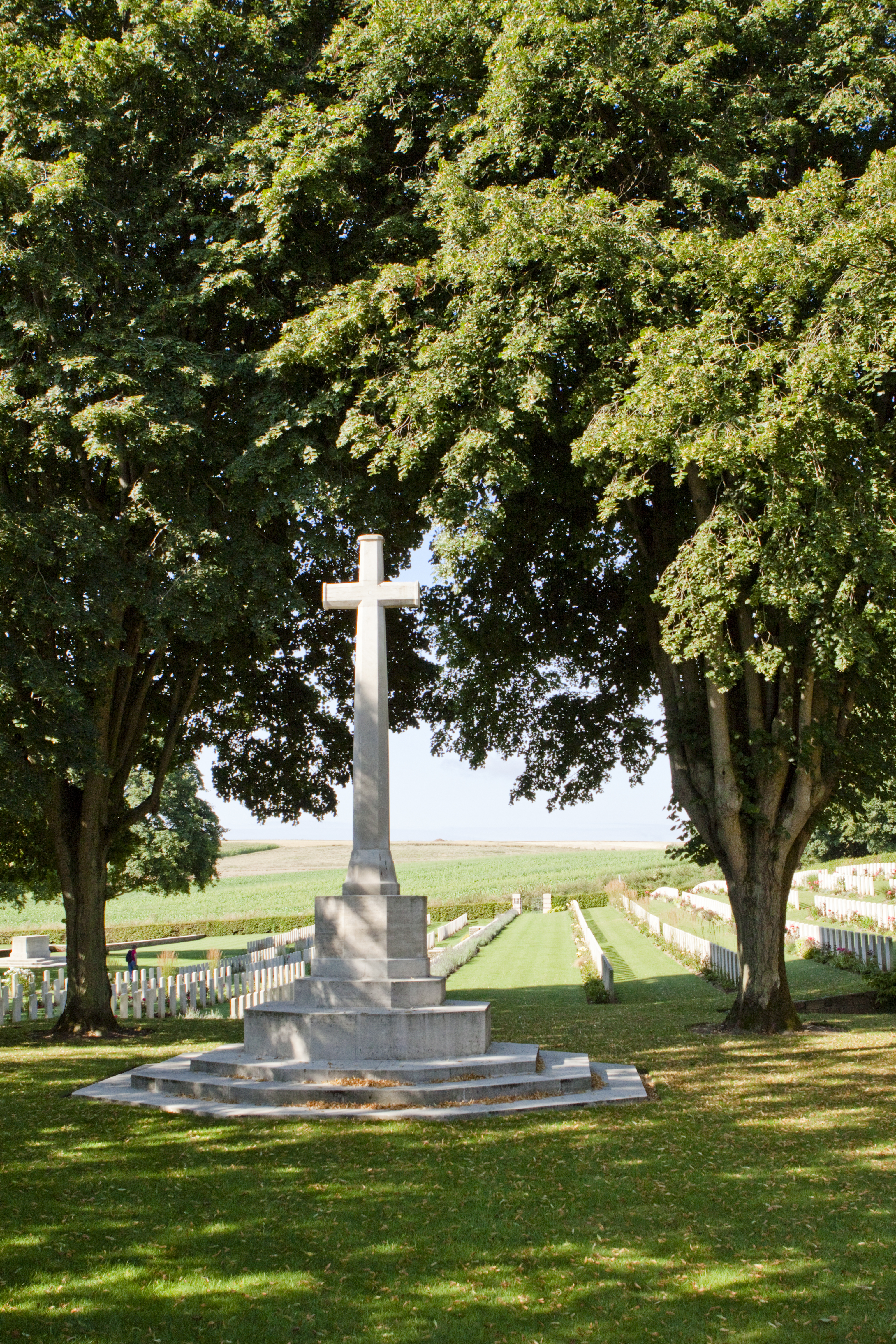
cementiri militar britànic

El 2007 la població en edat de treballar era de 248 persones, 179 eren actives i 69 eren inactives. De les 179 persones actives 159 estaven ocupades (82 homes i 77 dones) i 20 estaven aturades (13 homes i 7 dones). De les 69 persones inactives 22 estaven jubilades, 29 estaven estudiant i 18 estaven classificades com a «altres inactius».

### Ingressos
El 2009 a Contay hi havia 136 unitats fiscals que integraven 368 persones, la mediana anual d'ingressos fiscals per persona era de 19.211,5 €.

### Activitats econòmiques
Dels 11 establiments que hi havia el 2007, 1 era d'una empresa extractiva, 3 d'empreses de construcció, 2 d'empreses de comerç i reparació d'automòbils, 1 d'una empresa de transport, 1 d'una empresa d'hostatgeria i restauració, 2 d'empreses de serveis i 1 d'una entitat de l'administració pública.
Dels 7 establiments de servei als particulars que hi havia el 2009, 2 eren tallers de reparació d'automòbils i de material agrícola, 1 autoescola, 1 fusteria, 1 lampisteria, 1 electricista i 1 restaurant.
L'any 2000 a Contay hi havia 4 explotacions agrícoles que ocupaven un total de 424 hectàrees.

## Equipaments sanitaris i escolars
El 2009 hi havia una escola elemental integrada dins d'un grup escolar amb les comunes properes formant una escola dispersa.

## Poblacions més properes
El següent diagrama mostra les poblacions més properes.